# Euponera sikorae

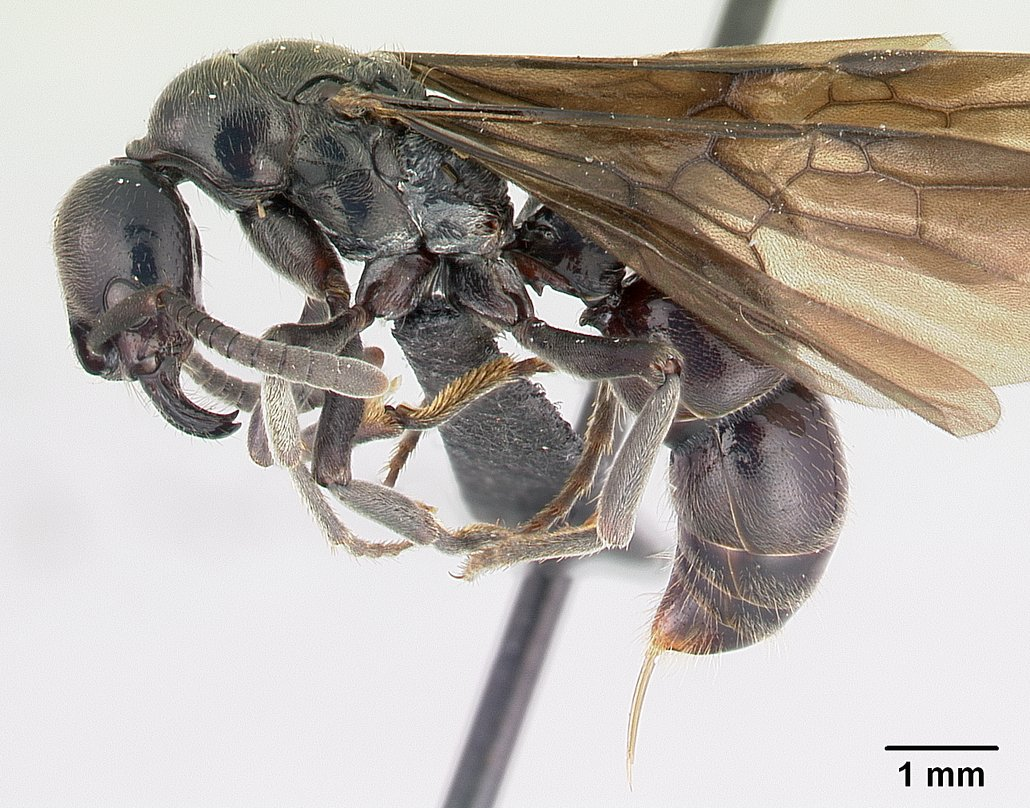
Самка муравья Euponera sikorae, вид сбоку

Euponera sikorae  (лат.) — вид примитивных муравьёв рода Euponera (ранее в составе Pachycondyla) из подсемейства Ponerinae. Мадагаскар.

## Распространение
Эндемик Мадагаскара.

## Описание
Среднего размера муравьи (около 1 см) с крупными многозубчатыми жвалами.
Основная окраска чёрная с синеватым отливом; концевая часть ног и усиков красновато-чёрная. Ширина головы (HW) 1,63–1,98, длина головы (HL) 1,98–2.29, длина скапуса усика (SL) 1,56–1,78 мм. Голова, грудь и брюшко чёрные. 
Глаза большие выпуклые, расположены в передней трети боковой части головы. Жало развито. Стебелёк между грудкой и брюшком одночлениковый, состоит из петиоля.
Семьи малочисленные, включают 10-30 рабочих и одну или две бескрылые матки, среди рабочих особей отмечены гамэргаты и иерархические отношения. В семьях без маток репродукцией занимаются гамэргаты. Хищники.

## Систематика
Вид был впервые описан швейцарским мирмекологом Огюстом Форелем под первоначальным названием Ponera (Euponera) sikorae Forel, 1891. В 1901 году включён в состав рода Euponera, с 1995 — в род Pachycondyla. В 2014 году в ходе ревизии понерин род Neoponera был восстановлен вместе с таксоном Neoponera sikorae.

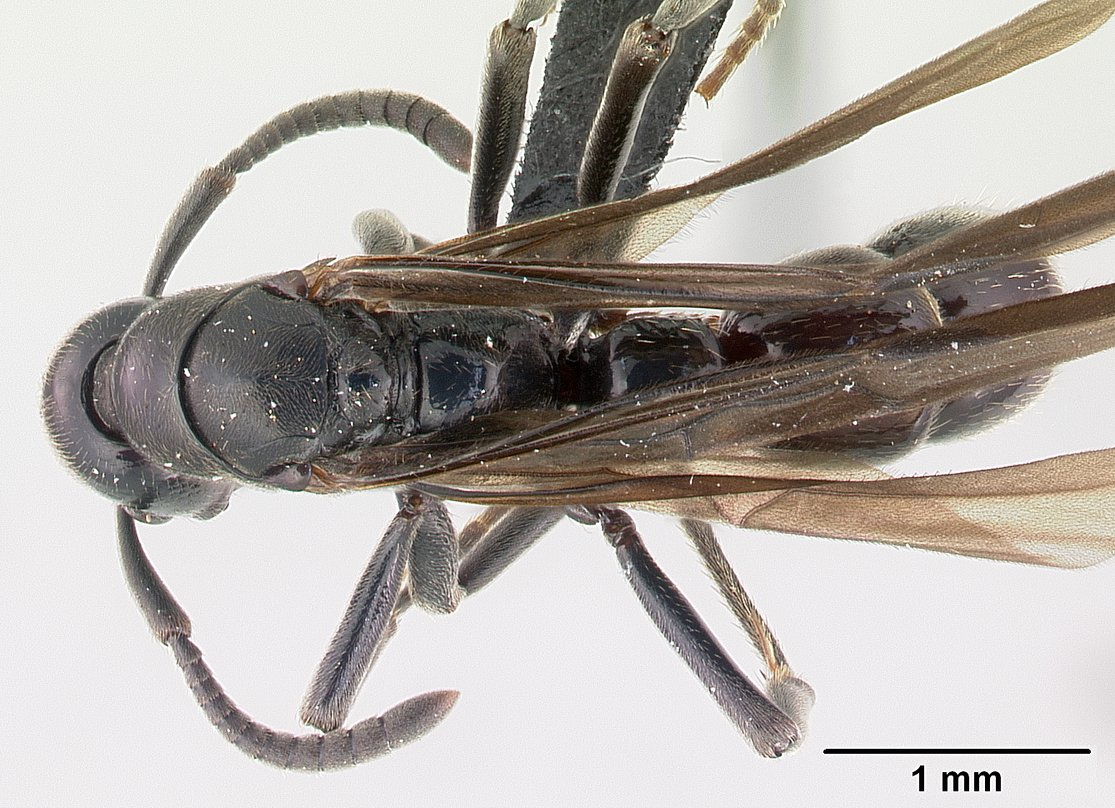
Самка, вид сверху
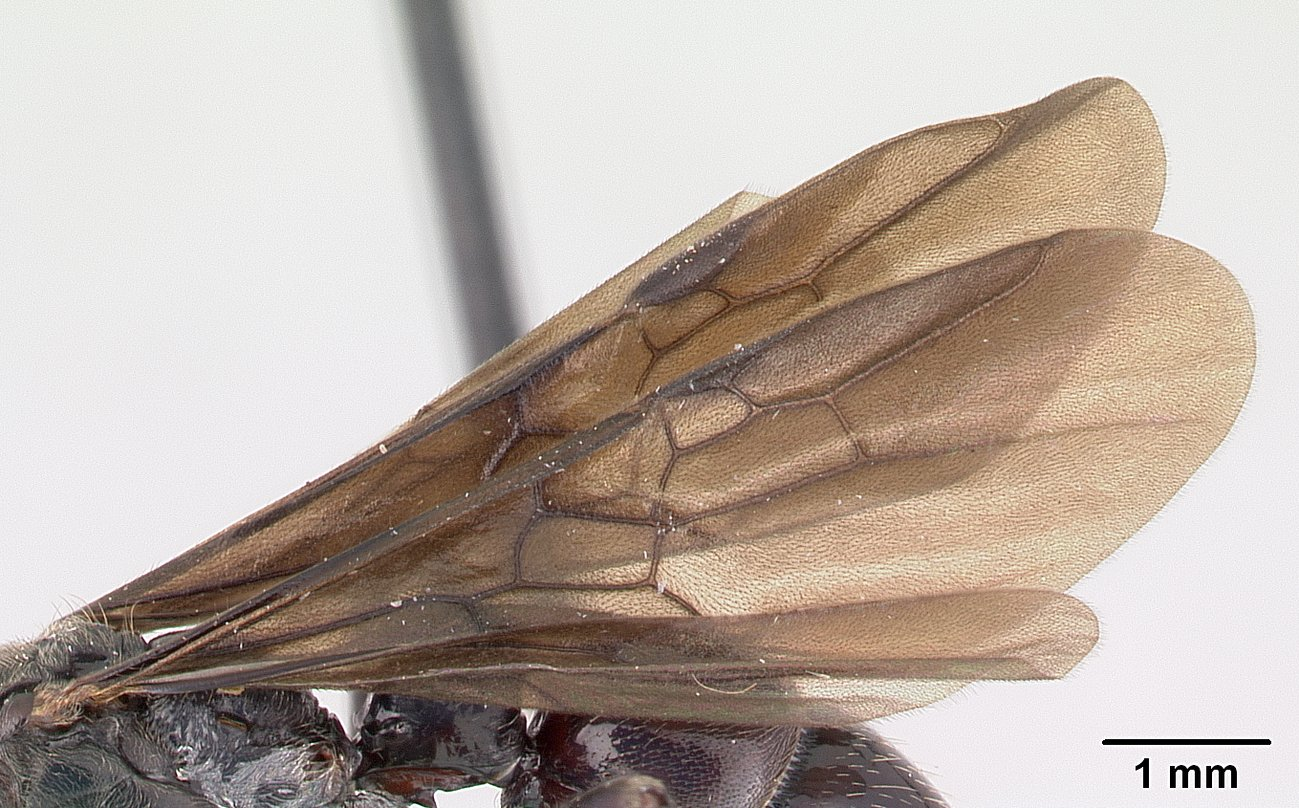
Крылья
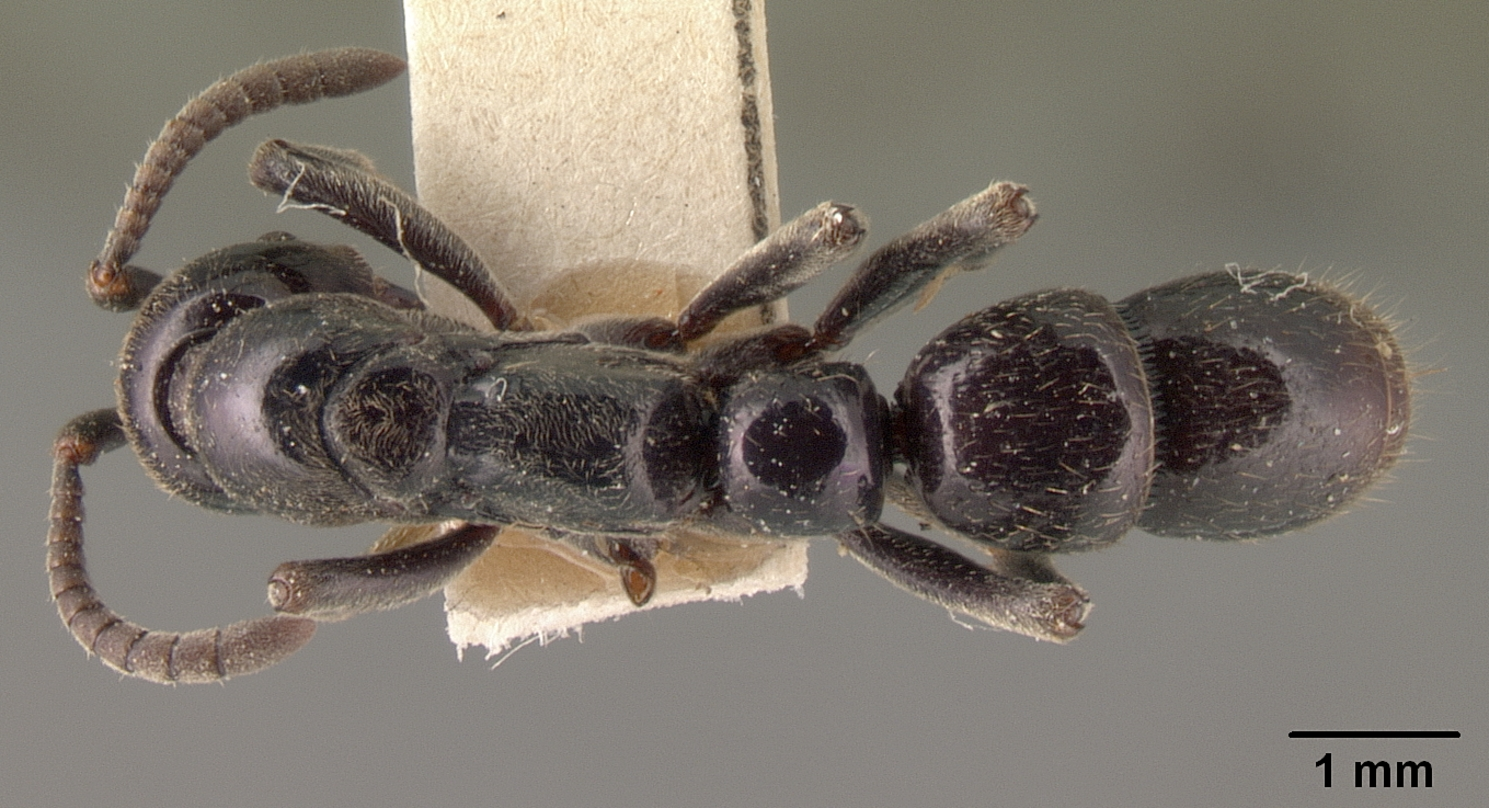
Рабочий, вид сверху